# 小行星23166
小行星23166（23166 Bilal）是一颗绕太阳运转的小行星，为主小行星带小行星。该小行星于2000年4月20日发现。

## 轨道参数
小行星23166的轨道半长轴为416 702 512 km，2.7854446 UA，离心率为0.122。